# Cecilia Rodhe
Cecilia Catharina Björnsdotter Rodhe (Gotemburgo, Suécia, 1 de setembro de 1961) foi uma modelo sueca eleita Miss Suécia 1978 e representante de seu país no concurso Miss Universo, onde alcançou o quarto lugar. Atualmente trabalha como escultora.
Ela teve um filho com o tenista Yannick Noah, que é o jogador de basquete Joakim Noah.
Atuou como atriz no filme argentino Histórias breves IV: Happy cool, em 2004.

## Vida pessoal
Cecília foi casada com o tenista francês Yannick Noah, com quem teve dois filhos: Joakim and Yélena. Joakim jogou basquete pelo University of Florida Gators, da Universidade da Flórida, nos anos de 2006 e 2007, onde foi duas vezes campeão do NCAA. No draft da NBA acabou contratado pelo Chicago Bulls.
Cecília Rodhe atualmente vive no Brooklyn, na cidade de Nova York.